# Bahía de la Independencia
La bahía de la Independencia, a veces llamada simplemente bahía Independencia, es una bahía del sur del Perú que constituye un entrante del océano Pacífico en el litoral de la provincia de Pisco, en el departamento de Ica, dentro de los límites de la Reserva nacional de Paracas. Su área es de aproximadamente 156,45 km², y se extiende entre la punta Carreta, al norte, y la punta Grande, al sur. Se encuentra flanqueada hacia el suroeste con las islas Independencia (La Vieja) y Santa Rosa, además de una serie de islotes; todos de roca maciza de diferentes ángulos de inclinación formando orillas rocosas. Debido a las condiciones del fondo y peculiar hidrografía, esta bahía ha sido desde siempre el banco natural más importante del Perú de la concha de abanico (Argopecten purpuratus).

## Descripción geográfica
La bahía de la Independencia se encuentra ubicada entre los 14° 09’ y 14° 20’de latitud sur y los 76° 06’ y 76° 17’ de longitud oeste. Presenta un peculiar perfil alargado con una longitud de 24,7 km en dirección sureste y noroeste, entre la playa Ventosa y la boca de laguna Grande; y una anchura de unos 6,8 km en sentido este a oeste, desde el norte de la isla Independencia hasta la punta Carhuas. La bahía es relativamente superficial, la profundidad alcanza un promedio de unos 25 m, y la máxima se sitúa en torno a los 90 metros en la entrada norte de la bahía. La mayor parte del sustrato de la bahía es arenoso o pedregoso, pero existen también áreas con sustrato rocoso en la parte sur de la bahía. Los vientos que soplan de sur a norte, presentan velocidades entre 5 y 20 m/s, alcanzado en invierno intensidades de hasta 25 m/s.
La dirección y velocidad de las corrientes marinas en la bahía muestran un régimen bastante marcado durante todo el año. Superficialmente las aguas ingresan a la bahía a través de la bocana norte (canal La Trujillana) y por la bocana sur (canal de Serrate). A la vez hay un flujo de salida al norte de la isla Independencia. Las aguas que ingresan por el canal de Serrate fluyen en forma paralela a la costa y convergen con las aguas que ingresan por el canal La Trujillana. Esto origina un giro anticiclónico en el área norte de la bahía, lo que trae consigo la profundización de parte de estas aguas. Ellas se bifurcan en un ﬂujo de salida por punta Carreta y otro subsuperficial. Este último se mezcla con las aguas subsuperficial que ingresan por el norte de la isla Independencia. Estas aguas ﬂuyen en sentido contrario al ﬂujo superﬁcial por el centro de la bahía, saliendo por el canal de Serrate. Las temperaturas del mar durante el año fluctúan normalmente entre 12 °C (fondo) y 16 °C (superficie).
El relieve costero de la bahía es irregular, con playas arenosas que alternan con plataformas rocosas y acantilados, de entre los que sobresalen algunos cerros como el Tunga, Carretas, Canastones y el morro Quemado, que alcanza hasta 586 metros. Dentro de la costa de la bahía Independencia destacan, entre otros, los siguientes accidentes: cerro El Frontón, playa El Chucho, punta El Rollo, punta Coquito, playa Canastones, playa Tunga, punta y playa Carhuas, playa del Morro, playa Ventosa; esta última es un seno abierto por su extremidad sureste donde el viento azota con violencia.

## Diversidad biológica
La bahía de la Independencia puede ser considerada a nivel mundial como una de las zonas más productivas en invertebrados bentónicos, donde predominan los moluscos y crustáceos seguidos por los equinodermos, celentéreos y poliquetos, cuyas capturas están sujetas a fluctuaciones fuertes originadas por la ocurrencia del fenómeno El Niño y La Niña. La bahía constituye el principal banco natural del Perú de la concha de abanico (Argopecten purpuratus). La población de este molusco ha tenido gran variación, registrándose densidades superiores a los 500 individuos por metro cuadrado. El mayor valor de biomasa registrado hasta el día de hoy fue de 72,150 toneladas de biomasa de esta especie, en 1985. Estos niveles poblacionales fueron uno de los efectos positivos del evento El Niño 1982-1983. 
La bahía también es considerada un importante banco natural de otras especies de invertebrados marinos bentónicos como la almeja (Gari solida), la concha navaja (Ensis macha), el choro (Aulacomya ater), el caracol (Thais chocolata), el cangrejo (varias especies), el chanque (Concholepas concholepas), el pulpo (Octopus mimus), el calamar (Loligo gahi), el erizo (Loxechinus albus), el mejillón (Glycimeris ovata), palabritas (Transenella sp.), entre otras especies.
Esta bahía se caracteriza también por contener importantes praderas de macroalgas marinas, que forman bosques bajo el mar, la cual sostiene una rica biodiversidad marina. Las principales especies de algas son Lessonia trabeculata, Macrocystis pyrifera, Macrocystis sp. y Macrocystis integrifolia.